# ブルームバーグ ビジネスウィーク
『ブルームバーグ・ビジネスウィーク』（Bloomberg Businessweek、旧称 ビジネスウィーク (BusinessWeek)）は、アメリカ合衆国で発行されている週刊の経済雑誌である。1929年9月にニューヨークで創刊され、2009年よりニューヨークを拠点とするブルームバーグ社により発行されている。
ビジネスを中心に政治、経済、金融、テクノロジー、ライフスタイルなど幅広い分野を扱う。
世界の企業のブランド価値をランキングするトップブランド・ベスト100(英語名The 100 Top Brands)を毎年発表し海外では非常に有名である。他にも、世界の革新的な企業をランキングするビジネスウィーク・革新的な企業ランキングを発表している。ビジネススクールのランキング付けなどでも有名であり、特にMBA (経営管理学修士) プログラムのランキングは企業、学生の間で重要視されている。
日経ビジネスの海外情勢を取り上げるコーナー「世界鳥瞰」では同誌の記事が定期的に掲載される。
ライバル誌は『フォーチュン』、『フォーブス』等である。

## 歴史

### 創刊から最盛期まで
『ビジネスウィーク』は、ウォール街大暴落の数週間前の1929年9月にニューヨークで創刊された。この雑誌には、その当時の経済界で何が起こっていたかについての情報や意見が掲載されていた。初期の雑誌のコーナーには、マーケティング、労働、財務、経営、ワシントン・アウトルックなどがあり、経済界に直接影響を与える政治問題を取り上げた最初の出版物の一つとなった。
元々『ビジネスウィーク』は経営者を対象として発行されていたが、1970年代に戦略を転換し、経済界以外の消費者も対象とするようになった。1975年の時点で、この雑誌はアメリカの他のどの雑誌よりも年間の広告ページ数が多かった。『ビジネスウィーク』は、1988年に全米のビジネススクールのMBAプログラムの年間ランキングの発表を開始した。
スティーブン・B・シェパードは1984年から2005年まで編集主管(editor-in-chief)を務め、ニューヨーク市立大学クレイグ・ニューマーク・ジャーナリズム大学院の創設時の学長に選ばれた。シェパードの下で、『ビジネスウィーク』の読者数は1980年代後半には600万人を超えるまでに成長した。シェパードの後を継いだのは、『ウォール・ストリート・ジャーナル』元編集長のスティーブン・J・アドラーである。2006年、『ビジネスウィーク』はMBAプログラムのランキングに加えて、学部のビジネスプログラムの年間ランキングの発表を開始した。

### 不況とブルームバーグ社による買収
『ビジネスウィーク』は2000年代後半の不況下で発行部数が減少し、2009年に入ると広告収入が3分の1に減少し、発行部数は93.6万部にまで減少した。2009年7月には、マグロウヒル社が『ビジネスウィーク』誌の売却を検討し、そのためにエバーコア・パートナーズ社と契約したと報じられた。同誌は負債を抱えていることから、同誌を黒字化するために損失を被ることを厭わない投資家に対し名目上1ドルで売却することが提案されていた。
2009年後半、ブルームバーグ社が同誌を買収し、『ブルームバーグ・ビジネスウィーク』（Bloomberg BusinessWeek）に改称した。同社は200万ドルから500万ドルの間で負債を引き受けたと報じられている。

### 2010−2018年
2010年初頭、雑誌の再デザインの一環として、雑誌のタイトルの"W"を小文字にした"Bloomberg Businessweek"に改題した。
2014年の時点で、同誌は年間3千万ドルの損失を出しており、2009年に報じられた6千万ドルの約半分になっていた。アドラーは編集長を辞任し、後任に『タイム』誌の元副編集長のジョッシュ・タイランジールが就任した。
2016年、ブルームバーグは2千万ドルから3千万ドルの損失を出していた『ビジネスウィーク』の刷新を発表した。アメリカ、欧州、アジア全域で30人近くのブルームバーグ・ニュース社のジャーナリストが解雇され、翌年から新しい『ブルームバーグ・ビジネスウィーク』が創刊されると発表された。また、編集主管のエレン・ポロックが退任し、ワシントン支局長のメーガン・マーフィーが次期編集主管に指名された。

## その他の版
ヨーロッパとアジアで『ビジネスウィーク』の地域版が発刊されていたが、2005年に発行が中止された。ウェブマガジンによる地域版の発行は継続されている。同年、ロシア版がロディオノフ出版社と共同で創刊された。同時に、『ビジネスウィーク』はレバノン・ベイルートに拠点を置く出版・市場調査会社のインフォプロ・マネジメントと提携し、アラブの22か国でアラビア語版を制作した。『ブルームバーグ・ビジネスウィーク』は国際的な展開を続け、2011年にはポーランド語版、2011年11月に中国語版の導入計画を発表した。
『ブルームバーグ・ビジネスウィーク』は2011年にiPad版を発売した。これはApple社の定額制課金サービスを利用したもので、この購読方法を採用したのは初だった。ビジネスウィークiPad版の購読者は10万人を超えている。